# 秋田県臨時教員養成所
| 秋田県臨時教員養成所 | 秋田県臨時教員養成所 |
| -------------------- | -------------------- |
| 創立                 | 1943年               |
| 所在地               | 秋田県               |
| 校長                 | －                   |
| 廃止                 |                      |

秋田県臨時教員養成所 （あきたけんりんじきょういんようせいじょ） は、1943年 （昭和18年） に秋田県に設立された教員養成機関である。

## 概要
1943年 （昭和18年）以降、戦局の悪化により、秋田県内の大部分の国民学校男子教員は軍務要員として召集され、空前の教員払底の時代が現出した。そのため、同年1月秋田県臨時教員養成所を設け、早急に臨時教員養成に当たることとし、同養成所規定を制定した。
養成所には国民学校初等科訓導養成部と同初等科准訓導養成部の2部を置いた。修了者には臨時検定制度によって教員免許資格が与えられ、郡部の山間へき地校に派遣された。
修了者は戦後もそのまま教職についていた者が多かった。

## 沿革
- 1943年1月23日 - 秋田県は「秋田県臨時教員養成所規定」を定める。
- 1943年4月1日 - 秋田県臨時教員養成所が開所される。
- 1943年9月30日 - 第1期生の養成期間が終了。
- 1944年2月15日 - 「秋田県臨時教員養成所規定」が改正され、初等科訓導養成部・養成期間9か月、初等科准訓導養成部・養成期間6か月となる。
- 1944年4月 - 第2期生入所。
- 1944年9月 - 初等科准訓導養成部の養成期間が終了。
- 1944年12月 - 初等科訓導養成部の養成期間が終了。

## 入学資格・定員等
- 1943年：定員300名・18歳以下男子・国民学校高等科修了もしくは同等の学力・養成期間6か月
- 1944年：初等科訓導養成部・定員180名・高等女学校卒業者もしくは同等の学力・養成期間9か月　初等科准訓導養成部・定員120名・国民学校高等科修了もしくは同等の学力の男子・養成期間6か月

## 関連書籍
- 秋田県（編） 『秋田県史 : 第6巻大正昭和編』 秋田県、1965年3月、882頁-883頁
- 秋田県教育委員会（編） 『秋田県教育史 第3巻　資料編3』 1983年2月、901頁-903頁
- 秋田県教育委員会（編） 『秋田県教育史 第6巻　通史編2』 1986年3月、575頁-577頁